# جبل ميرابي

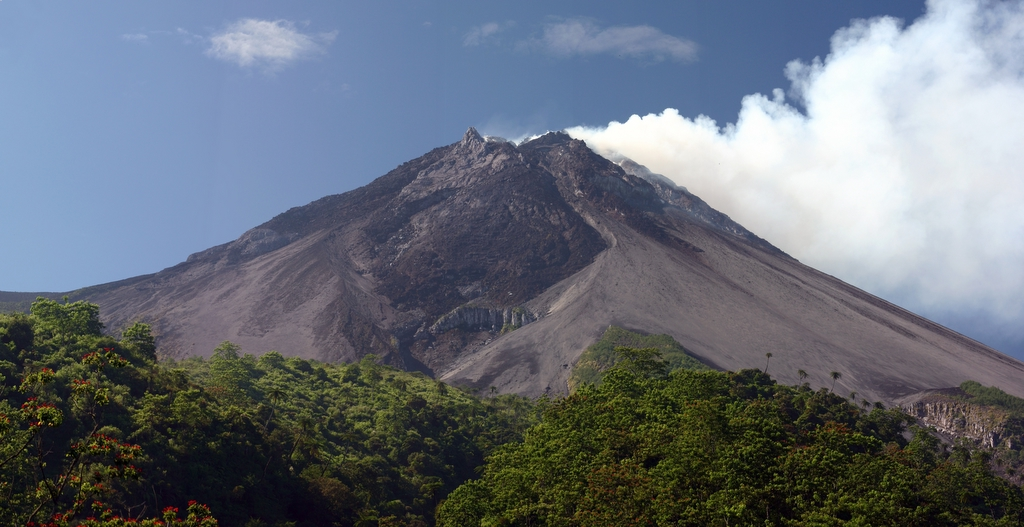
جبل ميرابي

جبل ميرابي (Gunung Merapi باللغة الإندونيسية/الجاوية والتي تعني حرفياً جبل النار) هو جبل بركاني يقع على الحدود بين مقاطعتي جاوة الوسطى ويوجياكرتا في إندونيسيا. يعد بركان جبل نيرابي من أنشط البراكين في إندونيسيا وهو ينشط بشكل منتظم ولكن متقطع منذ عام 1548 م. يقع الجبل البركاني بالقرب من مدينة يوجياكرتا التي تقع على سفوحه، ويقطنها الآلاف من السكان، وذلك على ارتفاع 1700 م فوق سطح البحر.
وقد حدثت عدة ثورات بركانية لجبل ميرابي آخرها في شهر أكتوبر عام 2010، حيث رفعت السلطات الإندونيسية درجة التأهب، علماً أن أسوأ كارثة حصلت نتيجة ثوران بركان جبل ميرابي كانت عام 1930 حيث توفي 1370 شخص جراء ذلك.

## الجيولوجيا

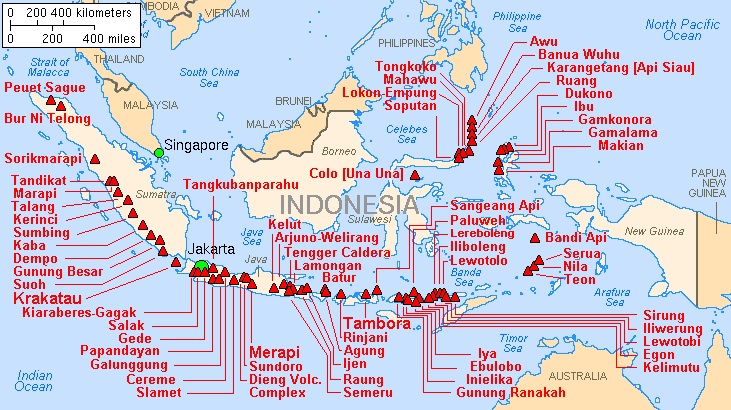
خريطة براكين إندونيسيا.

توجد في إندونيسيا أكثف تجمع للبراكين في العالم التي تشكل جزء مما يسمى منطقة الحزام الناري، ومن ضمنها بركان ميرابي.
بركان ميرابي من تصنيف بركان طبقي فهو يخرج رمادا أحيانا وأحيانا أخرى يثور مخرجا لابة. وطبيعة ما يخرجه أثناء ثوراته هي التي تحدد شكله هذا الذي يكون في شكل قمعي، حيث تنمو بتراكم طبقات متتابعة عليه من الرماد واللابة.
إن بركان ميرابي هو أحدث براكين جزيرة يافا ويقع في الجزء الجنوبي من تلك المجموعة. وهو يقع في منطقة تنزلق فيها الصفيحة التكتونية الأسرالية تحت الصفيحة التكتونية الأوراسية. وتبين تحليلات طبقات الأرض في المنطقة أن النشاط البركاني بدأ فيها منذ نحو 400.000 سنة في العصر البليستوسيني المتأخر. منذ ذلك الوقت وحتى 10.000 سنة سبقت تزايد نشاط البركان. وكانت اللابة السائلة منه خلال هذا الوقت من البازلت. ثم جاء وقت أصبحت الانفجارات شديدة وكونت اللابة غرف تحتية مليئة بالابة الشبه سائلة. ومن توسيع تلك الغرف الساخنة واتصال مابها من لابة شبه سائلة فكان نشاط البركان يشتد بين حين وآخر.
في عام 2006 اكتشف حوض هائل أسفل بركان ميرابي، ويعتقد أنها غرفة صهارة هائلة جدا. ومن الواضح أن تلك الغرفة الهائلة هي التي تتسبب في بطء موجات التقلبات الأرضية تحت جزيرة يافا، فهي تحتوي على ثلاثة اضعاف كميات الماجما الموجودة في تمبورا خلال الانفجار البركاني الكبير الذي حدث قبل نحو 10.000 سنة.

## البيئة
يبقى الجزء العلوي من الركان خاليا من النباتات بسبب نشاطه المستمر المعتدل. وتوجد مناطق غابات أشجار كازارينا تحت تلك المنطقة، وهي تعتبر محمية طبيعية.

## النشاط البركاني

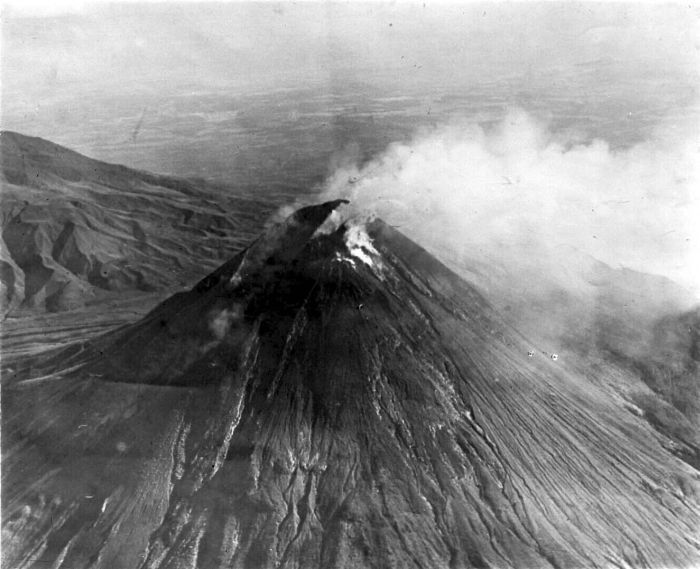
Merapi, 1930

يعتبر ميرابي حاليا "نظاما مفتوحا - تقل قوة انفجاره حيث لا يتجمع ضغط تحته؛ ولكن إذا انسدت فوهته فسيعني ذلك زيادة خطورته.
ويرعى سكان يوغياكارتا بتقديم القرابين للبركان حتى لا يلقي مقذوفاته ناحية المدينة، وكان ذلك خلال العقود الماضية. وخلال نشاطه وانفجاره في عام 2010 فقد كانت مقذوفاته تصل أيضا إلى المجمعات السكنية؛ وفي وسطها عثر على ترسيبات له من نشاطات سابقة.
ينشط بركان ميرابي كل سنتين أو ثلاث. ويحث انفجار شديد له كل 10 - 15 سنة. وتتسبب ثوراته الكبيرة في موت العديد من الناس؛ وكان ذلك في السنوات 1006, 1786, 1822, 1872، والانفجار الشديد الذي حدث في عام 1930) ; فقد أصاب 13 قرية وراح ضحيته نحو 1400 من الناس أصابتهم إخراجاته البركانية الفتاتية (غازات وأحجار).
يوصف بركان ميرابي بأنه يقذف سحب غازات ساخنة وما يسمى بمقذوفات بركانية فتاتية، يصل درجة حرارتها على 700 درجة مئوية مع تشكيل ما يشبة وسادة هوائية تنزلق عليه المواد الركانية بسرعة هائلة إلى أسفل الجبل.
وحدثت نشاطات للبركان في الماضي عدة مرات تسبب عنها مقذوفات غازية وطمي كثيفين. وقد حدث نحو 68 ثورة بركانية له منذ عام 1548. في عام 1006 حدث انفجار كبير له غطى أواسط يافا برماد البركان. ويعتقد أن هذذلك الانفجار تسبب في دمار المدنية الهندوسية ومملكة ماتارام. وبعد ضياع تلك المملكة تولى حكام مسلمون الأمور في يافا. كما غطى رماد البركان المعبد البوذي «بوروبودور» واتهى تحت رماد وحجارة البركان الساخنة.

### ثوران عام 2006
حدثت زيادة في النشاط الزلزالي على فترات أكثر انتظامًا في أبريل 2006، وأشار انتفاخ جرى اكتشافه في مخروط البركان إلى أن ثورانه كان وشيكًا. وضعت السلطات القرى المجاورة للبركان في حالة تأهب قصوى واستعد السكان المحليون لإخلاء محتمل. في 19 أبريل، وصل الدخان المنبعث من البركان إلى ارتفاع 400 م (1300 قدم)، مقارنة بـ 75 م (246 قدم) في اليوم السابق. وفي 23 أبريل، بعد تسع هزات أرضية وحوالي 156 هزة متعددة الجوانب تشير إلى تحركات الصهارة، جرى إجلاء حوالي 600 من كبار السن والأطفال من سكان المنحدرات.
بحلول أوائل مايو، بدأت تدفقات الحمم النشطة. ففي 11 مايو، مع بدء تدفق الحمم البركانية بشكل ثابت، صدرت أوامر بإجلاء حوالي 17 ألف شخص من المنطقة وفي 13 مايو، رفعت السلطات الإندونيسية حالة التأهب إلى أعلى مستوى، وأمرت بالإخلاء الفوري لجميع السكان في منطقة الجبل. تحدى العديد من القرويين الأخطار التي يشكلها البركان وعادوا إلى قراهم خوفًا من تعرض مواشيهم ومحاصيلهم للسرقة. ثم هدأ النشاط بحلول منتصف شهر مايو.
في 27 مايو، ضرب زلزال بقوة 6.3 درجة منطقة تبعد قرابة 50 كم (31 ميل) جنوب غرب ميرابي، أسفر الزلزال عن مقتل ما لا يقل عن 5 آلاف شخص وترك ما لا يقل عن 200 ألف شخص بلا مأوى في منطقة يوجياكارتا، مما زاد المخاوف من أن "ينفجر" بركان ميرابي. لم يكن الزلزال ذا تذبذب طويل الأمد، وهو فئة اضطراب زلزالي ترتبط بشكل متزايد بالانفجارات البركانية الكبرى. جرى إجلاء 11 ألف من القرويين في 6 يونيو حيث اندفعت الحمم البركانية وسحب الغاز شديدة الحرارة بشكل متكرر على المنحدرات العليا باتجاه كاليادم، وهو موقع يقع جنوب شرق جبل ميرابي. تُعرف تدفقات الحمم البركانية محليًا باسم "wedhus gembel". كان هناك شخصان من القتلى نتيجة للثوران.

### ثوران عام 2010

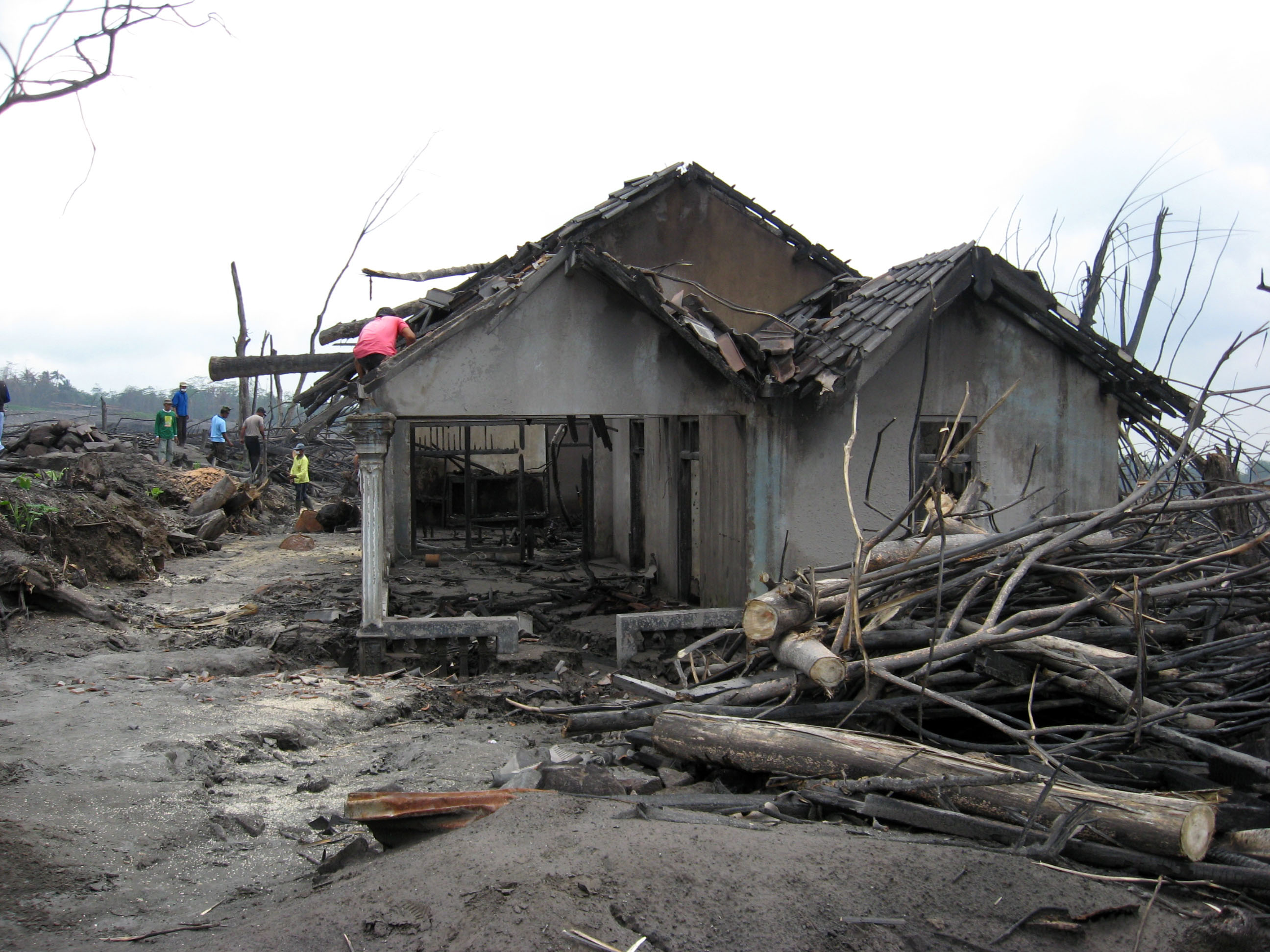
منزل مدمر في قرية كانغرينجان بعد ثوران عام 2010

في أواخر أكتوبر 2010، أفاد مركز علم البراكين وتخفيف المخاطر الجيولوجية، الوكالة الجيولوجية (CVGHM)، (اللغة الإندونيسية - Pusat Vulkanologi & Mitigasi Bencana Geologi، Badan Geologi-PVMBG)، أن نمطًا من زيادة الهزات من ميرابي قد بدأ في الظهور في أوائل سبتمبر.
ذكر المراقبون في بابادان على مسافة 7 كم (4.3 ميل) إلى الغرب وكذلك في وكاليورانج على مسافة 8 كم (5.0 ميل) إلى الجنوب من الجبل سماع انهيار في 12 سبتمبر 2010. وفي 13 سبتمبر 2010، لوحظ ارتفاع أعمدة بيضاء بمقدار 800 م (2600 قدم) فوق فوهة البركان. واكتُشف تضخم قبة الحمم البركانية. في 19 سبتمبر 2010 استمرت الهزات في التزايد، وفي اليوم التالي رفع مركز علم البراكين CVGHM مستوى التنبيه إلى 2 (على مقياس من 1-4). بدأت الحمم البركانية من جبل ميرابي في جاوة الوسطى في التدفق أسفل نهر جيندول في 23-24 أكتوبر.
في 25 أكتوبر 2010، رفعت الحكومة الإندونيسية حالة التأهب عند جبل ميرابي إلى أعلى مستوى لها (4) وحذرت القرويين في المناطق المهددة، وطالبتهم بالانتقال إلى أرض أكثر أمانًا. وطُلب من الأشخاص الذين يعيشون في نطاق 10 كم (6.2 ميل) إخلاء المنطقة. أثرت أوامر الإخلاء على ما لا يقل عن 19 ألف شخص. قال المسؤولون إنه جرى تسجيل حوالي 500 هزة عند الجبل خلال عطلة نهاية الأسبوع من 23 إلى 24 أكتوبر، وأن الصهارة ارتفعت إلى حوالي 1 كم (3300 قدم) تحت السطح.
بعد فترة من الانفجارات المتعددة التي اعتبرت أنها تتجاوز شدة ومدة تلك التي حدثت في عام 1872 في 10 نوفمبر 2010، لوحظ أن شدة وتواتر الانفجارات البركانية تهدأ. بحلول هذا الوقت، أُبلغ عن مقتل 153 شخصًا وتشريد 320 ألف شخص. في وقت لاحق، زادت الأنشطة البركانية مرة أخرى مما تطلب استمرار مستوى تنبيه عند 4، واستمرار إخلاء المناطق حول البركان. بحلول 18 نوفمبر، ارتفع عدد القتلى إلى 275. ثم ارتفع عدد القتلى إلى 324 بحلول 24 نوفمبر، وأوضح رئيس الوكالة الوطنية للتخفيف من حدة الكوارث (BNPB)، أن عدد القتلى قد ارتفع بعد وفاة عدد من الضحايا بحروق شديدة والعثور على المزيد من الجثث على منحدرات البركان.
في أعقاب الأنشطة البركانية الأكثر كثافة في أواخر نوفمبر، ذكرت وكالة إدارة الكوارث في يوجياكارتا أن هناك حوالي 500 حالة من الناجين من الثوران البركاني في منطقة سليمان يعانون من مشاكل نفسية طفيفة إلى حادة، وحوالي 300 حالة في ماجيلانج. بحلول 3 ديسمبر، ارتفع عدد القتلى إلى 353.
في يوم الجمعة 3 ديسمبر 2010، أدلى رئيس الوكالة الوطنية لإدارة الكوارث (BNPB) ببيان صحفي مشترك في مقر قيادة الوكالة في يوجياكارتا ذكر فيه خفض حالة مستوى التنبيه إلى 3، وأوضح أنه مع هذا المستوى من التنبيه تظل إمكانية وجود سحب الرماد الساخن والمواد المتوهجة قائمة. قدمت الوكالة الجيولوجية العديد من التوصيات مثل حظر الأنشطة المجتمعية في المناطق المعرضة للكوارث، وأعلنت منطقة حظر تمتد إلى 2.5 كم (1.6 ميل) حول البركان.

### ثوران عام 2018
بدأ ثوران جديد بدأت صباح يوم 11 مايو 2018، مما أدى إلى إخلاء المناطق على مسافة 5 كم (3.1 ميل) حول البركان. وجرى أغلاق مطار أديسوتجيبتو الدولي في يوجياكارتا بسبب عمود الرماد الناتج عن الثوران. بدأ هذا الثوران مرحلة جديدة من نمو القبة. أدى ذلك إلى عمليات إجلاء جديدة في المنطقة في نوفمبر 2020. كان خطر تدفقات الحمم البركانية يتزايد ويتوسع.

### ثوران عام 2021
بدأت الانفجارات في 4 يناير 2021 مما تسبب في إجلاء منطقة يوجياكارتا. وكانت الهيئة الجيولوجية قد رفعت مستوى التنبيه في نوفمبر 2020 بعد أن التقطت أجهزة الاستشعار نشاطا متزايدا، محذرةً من أن الوضع قد يصبح غير مستقر. في 27 مارس 2021، حدث ثوران بركاني صغير آخر، مما أدى إلى قذف الحمم البركانية. بدأ ميرابي في الانفجار مرة أخرى في 8 أغسطس 2021، مما أدى إلى تدفق حمم بركانية جديدة أسفل منحدر البركان. في 16 أغسطس 2021، اندلع البركان مرة أخرى، مما أدى إلى ظهور سحابة من الرماد في الهواء بينما تدفقت الحمم الحمراء أسفل فوهة البركان. وأطلقت الانفجارات غيوما على بعد 3.5 كيلومترات (2 ميل) من البركان الهادر، وغطت المجتمعات المحلية بالرماد الرمادي.
في 9 ديسمبر، وصل تدفق الحمم البركانية على طول نهر Bebeng لمسافة 2.2 كم. أتي هذا في الوقت الذي اندلع فيه بركان جبل سيميرو وهو حدث غير ذي صلة، مما أسفر عن مقتل 43 شخصًا على الأقل.

### ثوران عام 2023
بدأ ثوران البركان في 11 مارس 2023 في الساعة 12 ظهرًا بالتوقيت المحلي ( توقيت غرب إندونيسيا، GMT + 7). حيث تدفقت حمم يصل طولها إلى 7 كيلومترات ولوحظ عمود من السحب الساخنة يصل ارتفاعه إلى 100 متر. نصحت السلطات المحلية السكان الذين يعيشون في منحدر ميرابي بالبقاء على بُعد 7 كيلومترات على الأقل من فوهة البركان. وفي الثالث من ديسمبر 2023 ثار البركان حيث عثر رجال الإنقاذ على 23 قتيلاً.

## اقرأ أيضا
- النظام الإندونيسي الألماني للتحذير المبكر